# Danh sách đĩa nhạc của Jennie
Nữ ca sĩ kiêm rapper Jennie đã phát hành đĩa đơn đầu tay của mình kèm với video ca nhạc vào cuối năm 2018, trước đó cô cũng góp giọng trong 3 bài hát của tiền bối của mình.

## Đĩa đơn

### CD
| Tựa đề | Thông tin                                                                                     | Vị trí xếp hạng cao nhất | Doanh số     |
| Tựa đề | Thông tin                                                                                     | KOR                      | Doanh số     |
| ------ | --------------------------------------------------------------------------------------------- | ------------------------ | ------------ |
| Solo   | - Phát hành: 12 tháng 11 năm 2018 - Hãng: YG, Interscope - Định dạng: CD, tải nhạc, streaming | 2                        | - HQ: 65,617 |

### Ca sĩ chính
| Năm  | Tựa đề | Vị trí xếp hạng cao nhất | Vị trí xếp hạng cao nhất | Vị trí xếp hạng cao nhất | Vị trí xếp hạng cao nhất | Vị trí xếp hạng cao nhất | Vị trí xếp hạng cao nhất | Vị trí xếp hạng cao nhất | Vị trí xếp hạng cao nhất | Vị trí xếp hạng cao nhất | Vị trí xếp hạng cao nhất | Doanh số                                  | Album | Chứng nhận     |
| Năm  | Tựa đề | HQ                       | HQ                       | CAN                      | CHN                      | JPN Hot                  | MLY                      | NZ Hot                   | SCO                      | SGP                      | US World                 | Doanh số                                  | Album | Chứng nhận     |
| Năm  | Tựa đề | Gaon                     | Hot                      | CAN                      | CHN                      | JPN Hot                  | MLY                      | NZ Hot                   | SCO                      | SGP                      | US World                 | Doanh số                                  | Album | Chứng nhận     |
| ---- | ------ | ------------------------ | ------------------------ | ------------------------ | ------------------------ | ------------------------ | ------------------------ | ------------------------ | ------------------------ | ------------------------ | ------------------------ | ----------------------------------------- | ----- | -------------- |
| 2018 | "Solo" | 1                        | 1                        | 67                       | 11                       | 22                       | 2                        | 13                       | 80                       | 2                        | 1                        | - TQ: 60,000 - US: 10,000 - HQ: 2,500,000 | Solo  | - HQ: Bạch Kim |

## Bài hát khác góp giọng
| Tựa đề                                                                    | Năm  | Vị trí xếp hạng cao nhất | Vị trí xếp hạng cao nhất | Vị trí xếp hạng cao nhất | Doanh số        | Album                 |
| Tựa đề                                                                    | Năm  | HQ                       | HQ                       | US World                 | Doanh số        | Album                 |
| Tựa đề                                                                    | Năm  | Gaon                     | Hot                      | US World                 | Doanh số        | Album                 |
| ------------------------------------------------------------------------- | ---- | ------------------------ | ------------------------ | ------------------------ | --------------- | --------------------- |
| "Special" (Lee Hi feat. Jennie)                                           | 2013 | 21                       | 16                       | —                        | - HQ: 206,840   | First Love            |
| "GG Be" (지지베) (Seungri feat. Jennie)                                   | 2013 | 18                       | 38                       | —                        | - HQ: 202,446   | Let's Talk About Love |
| "Black" (G-Dragon feat. Jennie)                                           | 2013 | 2                        | 3                        | 10                       | - HQ: 1,009,720 | Coup D'etat           |
| "—" chỉ ra bài hát đó không xếp hạng hoặc không phát hành tại khu vực đó. |      |                          |                          |                          |                 |                       |